# Kent Championships 1979
Il Kent Championships 1979 è stato un torneo di tennis giocato sull'erba. È stata la 6ª edizione del torneo, che fa parte dei Tornei di tennis femminili indipendenti nel 1979. Si è giocato a Beckenham in Gran Bretagna, dal 4 al 10 giugno 1979.

## Campionesse

### Singolare
Evonne Goolagong ha battuto in finale  Pam Shriver con il punteggio di 6–3, 6–2

### Doppio
Jo Durie /  Debbie Jevans con  Elizabeth Little /  Keryn Pratt hanno condiviso il titolo